# Дзерба
Дзе́рба (итал. Zerba) —  коммуна в Италии, располагается в регионе Эмилия-Романья, в провинции Пьяченца.
Население составляет 105 человек (2008 г.), плотность населения составляет 4 чел./км². Занимает площадь 25 км². Почтовый индекс — 29020. Телефонный код — 0523.
Покровителем коммуны почитается Архангел Михаил, празднование 29 сентября.

## Демография
Динамика населения:

## Администрация коммуны
- Официальный сайт: http://www.comune.zerba.pc.it/